# Shinjirō Kazama
Pour les articles homonymes, voir Kazama.
Shinjirō Kazama (風間 伸次郎, Kazama Shinjirō), né en 1965, est professeur de linguistique à l'Université de Tokyo des études étrangères, spécialiste des langues toungouses. Il est actif dans le travail sur le terrain linguistique et a également publié des articles de grammaire, bien accueillis par son compatriote tungologiste Toshiro Tsumagari qui les qualifie de « révélateurs ». Ses contributions sur les nanai et autres matériaux folkloriques toungouses forment l'un des piliers des publications de l'université de Chiba dans la série consacrée aux langues et à la culture toungouses.

## Publications
- D. O. Chaoke, Toshiro Tsumugari et Shinjiro Kazama, ソロン語基本例文集, Sapporo, Faculté de Lettres, université de Hokkaidō,‎ 1991 (lire en ligne)
- ナーナイ語テキスト, Université de commerce d'Otaru,‎ 1993 (lire en ligne)
- ナーナイ語の「一致」について, Université de Hokkaidō,‎ 1994 (lire en ligne)
- ナーナイの民話と伝説, Université de commerce d'Otaru,‎ 1995 (lire en ligne)
- ナーナイの民話と伝説２, Université de Tottori,‎ 1996 (lire en ligne)
- ナーナイの民話と伝説３, Université de Tokyo des études étrangères,‎ 1996 (lire en ligne)

## Source de la traduction
- (en) Cet article est partiellement ou en totalité issu de l’article de Wikipédia en anglais intitulé « Shinjiro Kazama » (voir la liste des auteurs).